# Liste der Könige von Mykene
Perseus, der mythische König von Tiryns, gründete die Stadt Mykene und gilt als erster König von Mykene – es ist jedoch nicht überliefert, ob er auch den Regierungssitz dorthin verlegte.

## Mythische Könige
| Name                 | Herrschaft         | Sohn von                                                      |
| -------------------- | ------------------ | ------------------------------------------------------------- |
| Perseus              | 14. Jahrh. v. Chr. | Zeus und Danaë                                                |
| Elektryon            | 14. Jahrh. v. Chr. | Perseus (Sohn des Zeus) und Andromeda                         |
| Amphitryon           | 14. Jahrh. v. Chr. | Alkaios (Tiryns) und Astydameia                               |
| Sthenelos            | 14. Jahrh. v. Chr. | Perseus (Sohn des Zeus) und Andromeda                         |
| Eurystheus           | 13. Jahrh. v. Chr. | Sthenelos (Sohn des Perseus) und Nikippe (Tochter des Pelops) |
| Atreus               | 13. Jahrh. v. Chr. | Pelops und Hippodameia (Pisa)                                 |
| Thyestes             | 13. Jahrh. v. Chr. | Pelops und Hippodameia (Pisa)                                 |
| Agamemnon            | 12. Jahrh. v. Chr. | Atreus und Aërope                                             |
| Aigisthos            | 12. Jahrh. v. Chr. | Thyestes und Pelopeia (Mykene)                                |
| Aletes oder Menelaos | 12. Jahrh. v. Chr. | Aigisthos oder Atreus und Aërope                              |
| Orestes              | 12. Jahrh. v. Chr. | Agamemnon und Klytaimnestra                                   |
| Tisamenos            | 12. Jahrh. v. Chr. | Orestes und Hermione (Tochter des Menelaos)                   |

Nach der Eroberung durch Temenos wurde das Land den Argivern zugeschlagen und von dort aus regiert.